# Duane Thomas
Duane Thomas est un boxeur américain né le 21 février 1961 à Détroit, Michigan, et mort le 13 juin 2000.

## Carrière
Passé professionnel en 1979, il est champion des États-Unis des poids super-welters entre 1983 et 1986 puis s'empare du titre vacant de champion du monde WBC de la catégorie le 5 décembre 1986 après sa victoire au 3e round face à John Mugabi. Thomas perd sa ceinture dès le combat suivant contre le mexicain Lupe Aquino le 12 juillet 1987 puis il s'incline contre l'italien Gianfranco Rosi l'année suivante.

## Décès
Il meurt assassiné par tir à bout portant à la sortie d'un commerce de Detroit pour une histoire de drogue.